# Számviteli politika
A számviteli politika a számviteli törvény végrehajtásához az adott gazdálkodónál szükséges módszerek, eszközök, sajátos szabályok, előírások összessége.

## Miért van szükség számviteli politikára?
Önmagában a számviteli törvény nem elegendő ahhoz, hogy a gazdálkodónál olyan számviteli rendszer funkcionálhasson, amely alapján megbízható és valós információkat tartalmazó beszámolót lehetne összeállítani.
- Egyrészt azért nem, mert a számviteli törvény sok kérdésben választási lehetőséget ad a gazdálkodóknak abban, hogy hogyan kíván eleget tenni a törvényi előírás követelményeinek (különböző költségkímélő eljárások).

- Másrészt pedig azért nem, mert sok olyan törvényi előírást tartalmaz, amelyeknek a végrehajtásához szükséges eszközt, a módszert a gazdálkodóknak kell hozzárendelniük.

## Mit mond a számviteli törvény?
A számviteli törvényben rögzített alapelvek és értékelési eljárások alapján ki kell alakítani és írásba kell foglalni a gazdálkodó adottságainak, sajátosságainak leginkább megfelelő - a törvény végrehajtásának eszközeit és módszereit meghatározó - számviteli politikát.

## Jellemzése
A számviteli politika az adott gazdálkodónál a legfőbb számviteli szabályzat, mivel az abban megfogalmazott előírások az adott gazdálkodóra nézve kötelező érvényűek, azoktól eltérni csak a számviteli politikának a számviteli törvényben előírt módon történő módosításával, a módosított szabályok elfogadása után, az azokban foglaltaknak megfelelő módon lehet.
Szintén ebből következik, hogy a számviteli politikára nem más, mint megalapozott döntések sorozata. Ezeket a döntéseket a vezetésnek kell meghoznia és legalább a gazdálkodó vezetésének kell elfogadnia. A döntések megalapozottságát úgy lehet biztosítani, hogy a különböző változatok és lehetőségek beszámolóra és annak részeire gyakorolt várható hatását számszerűsíteni szükséges. (Ezeknek a döntés-alátámasztó hatásvizsgálatoknak a munkapapírjait a  beszámolót alátámasztó bizonylatokkal együtt kell megőrizni.)
A számviteli politika elkészítéséért és a módosításáért a gazdálkodó képviseletére jogosult személy a felelős. A megalakulástól számított 90 napon belül el kell készíteni a számviteli politikát és a módosított jogszabályok hatálybalépésétől számítva szintén 90 nap áll rendelkezésre a számviteli politika módosítására.

## A számviteli politikával szemben támasztott követelmények
1. Testreszabottság
2. Teljeskörűség
3. Egyértelműség
4. Hasznosíthatóság
5. Időszerűség
6. Következetesség

## A számviteli politika keretében kell elkészíteni
1. Az eszközök és források leltározási és leltárkészítési szabályzatát
2. Az eszközök és források értékelési szabályzatát
3. Az önköltségszámítás rendjére vonatkozó belső szabályzatot
4. A pénzkezelési szabályzatot

Az előzőeken túlmenően a gazdálkodó köteles elkészíteni a bizonylati rendjére vonatkozó szabályzatát is.
A számviteli politika fogalma a nemzetközi számviteli standardok tanulmányozása révén került be a számvitel fogalmak közé.